# 16-Love
16-Love è un film del 2012 diretto da Adam Lipsius con protagonisti Lindsey Shaw e Chandler Massey.

## Trama
Ally "Smash" Mash è una ragazza di sedici anni che ha dedicato tutta la sua vita al tennis. Durante la finale juniores contro Katina Upranova però, subisce un infortunio ed è costretta ad abbandonare la gara. Durante il periodo di convalescenza scoprirà la vita da adolescente che non ha mai avuto modo di vivere e l'amore che non avrebbe mai pensato di poter avere.